# Tour des Prévôts
La tour des Prévôts (en italien : torre dei Preposti ou torre dei Doganieri), est une imposante tour côtière située à San Menaio, une frazione de la commune de Vico del Gargano, province de Foggia dans les Pouilles,.
Elle se trouve dans le parc national du Gargano, sur la bande côtière proche de la Pinède Marzini.

## Historique
Construite au XIVe siècle, elle fut renforcée en 1569 lors du renforcement de la défense de la côte sud de l'Adriatique par le vice-roi espagnol Don Pedro de Tolède après 1532.
La tour, qui bénéficie d'un bon état de conservation, est structurellement constituée d'une base pyramidale tronquée surmontée d'un parallélépipède à deux niveaux. Le couronnement est formé d'une série de « corbeaux » saillants, encore visibles, qui soutenaient les mâchicoulis s'étendant sur tout le périmètre de la tour.